# Veronica Webb
Veronica Webb (25 de febrero de 1965) es una modelo, actriz, escritora y personalidad de televisión estadounidense. La primera afroamericana en tener un contrato con una marca de cosméticos, Webb ha aparecido en las portadas de Vogue, Essence y Elle y en la pasarela de Victoria's Secret y Chanel.